# День независимости (фильм, 1996)
«День независимости» (англ. Independence Day) — американский научно-фантастический боевик 1996 года режиссёра Роланда Эммериха.

## Сюжет
Утром 2 июля 1996 года к Земле подлетает огромный инопланетный корабль диаметром 550 км и массой 0,25 массы Луны. От него отделяются более мелкие корабли и входят в атмосферу Земли. Никто не знает, чего ожидать от такого визита. Президент США пытается успокоить народ и призывает воздержаться от атак на корабли пришельцев.
Вечером становится ясно, что намерения инопланетян совершенно не мирные. Ночью корабли начинают уничтожать главные города мира. Нью-Йорк, Вашингтон, Лос-Анджелес, Лондон, Париж, Берлин, Рим, Москва, Пекин, Токио и другие города сгорают в волнах раскалённой плазмы.
Утром 3 июля истребители ВВС США пытаются атаковать корабли, но защитное силовое поле делает их неуязвимыми, и истребители инопланетян уничтожают большую часть военно-воздушного флота землян. Лишь одному пилоту, Стивену Хиллеру, удаётся сбить корабль противника, заманив в Большой каньон и заставив разбиться о скалы. Катапультировавшийся Стивен привозит выжившего инопланетянина на базу ВВС США в Зоне 51. От инопланетянина-телепата люди узнают, что цель пришельцев — зачистить Землю от людей, выкачать из планеты все ресурсы и полететь к следующей, чтобы сделать с ней то же самое.
Президент США принимает решение об атаке корабля, висящего над Хьюстоном, крылатой ядерной ракетой. Попытка ядерной атаки с самолёта B-2 также не удалась — защитное силовое поле не пробивается даже атомным взрывом. Однако учёный по имени Дэвид Левинсон находит способ преодолеть неуязвимость инопланетян. Идея — заразить главный корабль инопланетян компьютерным вирусом, который отключает защитное поле.
Наступает 4 июля. На космическом корабле инопланетян, потерпевшем крушение в Розуэлле, Дэвид Левинсон и Стивен Хиллер отправляются в космос. Они пристыковываются к главному кораблю-матке и видят, как тысячи инопланетных солдат готовятся к атаке, чтобы уничтожить оставшихся людей и захватить природные ресурсы на Земле. Левинсон загружает вирус в главный корабль, который, в свою очередь, заражает остальные. Корабли инопланетян остаются без защитного поля и становятся уязвимыми перед оружием людей. Позже Левинсон и Хиллер отстыковываются от враждебного корабля, оставляя пришельцам в «подарок» готовую к взрыву ядерную боеголовку.
Тем временем корабль инопланетян нависает над последней военной базой США и готовится ударить из своего главного орудия, несколько дней назад стёршего Нью-Йорк с лица планеты. Люди, понимая, что защитного поля пришельцев больше нет, массово зовут под ружье всех специалистов-летчиков, умеющих летать на боевых истребителях. Президент США, бывший когда-то боевым пилотом, лично возглавляет атаку на пришельцев. После долгого боя запас ракет на истребителях исчерпан: гигантский корабль пришельцев поврежден, но не уничтожен. Люди на базе готовятся умереть. Однако сумасшедший пилот Рассел, случайно принятый в ряды ВВС, переламывает ход войны: идя на верную смерть, он вплотную подходит на своём истребителе к пушке пришельцев и, как камикадзе, взрывается вместе с ней. Пылающий корабль инопланетян падает. Военные в разных странах, получив нужную информацию, начинают бить по главным пушкам, взрывая инопланетные корабли один за другим.
Человечество радуется победе. Стивен и Дэвид возвращаются в Зону 51 и воссоединяются со своими семьями. Затем они сопровождают президента Уитмора и его дочь, наблюдая за тем, как рушатся обломки корабля, напоминающие фейерверк. Пришельцы разгромлены и уничтожены. День независимости США плавно перерастает в день независимости всей Земли.

## В ролях
| Актер/актриса    | Роль                           |
| ---------------- | ------------------------------ |
| Уилл Смит        | капитан Стивен «Стиви» Хиллер  |
| Билл Пуллман     | президент США Томас Уитмор     |
| Джефф Голдблюм   | Дэвид Левинсон                 |
| Джадд Хирш       | Джулиус Левинсон               |
| Мэри МакДоннел   | первая леди США Мэрилин Уитмор |
| Роберт Лоджа     | генерал Уильям Грэй            |
| Рэнди Куэйд      | Рассел Кейс                    |
| Маргарет Колин   | Констанс Спано                 |
| Вивика А. Фокс   | Джасмин Дюброу                 |
| Джеймс Ребхорн   | Альберт Нимзицки               |
| Харви Файерстин  | Марти Джилберт                 |
| Адам Болдуин     | Майор Митчелл                  |
| Брент Спайнер    | Доктор Окун                    |
| Джеймс Дювал     | Мигель Кейс                    |
| Лиза Джейкаб     | Алисия Кейс                    |
| Джузеппе Эндрюс  | Трой Кейс                      |
| Росс Бэгли       | Дилан Дюброу                   |
| Билл Смитрович   | капитан Уотсон                 |
| Мэй Уитман       | Патрисия Уитмор                |
| Гарри Конник-мл. | капитан Джимми Уайлдер         |
| Кирстен Уоррен   | Тиффани                        |
| Ричард Спейт     | Эд                             |
| Лиленд Орсер     | техник / медицинский ассистент |
| Рэнс Ховард      | капеллан                       |
| Кимберли Бек     | домохозяйка                    |

## Награды и номинации
Премия «Оскар» 1997
- Лучший звук — Крис Карпентер, Билл У. Бентон, Боб Бимер, Джефф Уэкслер (номинация)
- Лучшие визуальные эффекты — Фолькер Энгель, Дуглас Смит, Клэй Пинни, Джо Вискосил (награда)

Премия BAFTA 1997
- Лучший звук — Боб Бимер, Билл У. Бентон, Крис Карпентер, Сэнди Гендлер, Вэл Кукловски, Джефф Уэкслер (номинация)
- Лучшие специальные визуальные эффекты — Тришиа Эшфорд, Фолькер Энгель, Клэй Пинни, Дуглас Смит, Джо Вискосил (номинация)

Премия «Сатурн» 1997
- Лучший научно-фантастический фильм (награда)
- Лучшая режиссура — Роланд Эммерих (награда)
- Лучший сценарий — Дин Девлин, Роланд Эммерих (номинация)
- Лучший актёр — Джефф Голдблюм (номинация)
- Лучший актёр — Уилл Смит (номинация)
- Лучший актёр второго плана — Брент Спайнер (номинация, Брент Спайнер получил награду в этой же категории, в этом же году за роль в фильме «Звёздный путь: Первый контакт»)
- Лучшая актриса второго плана — Вивика А. Фокс (номинация)
- Лучший молодой актёр — Джеймс Дювал (номинация)
- Лучшая музыка — Дэвид Арнольд (номинация)
- Лучшие костюмы — Джозеф А. Порро (номинация)
- Лучшие спецэффекты — Фолькер Энгель, Клэй Пинни, Дуглас Смит, Джо Вискосил (награда)

Премия «Хьюго» 1997
- Лучшая драматическая постановка — режиссёр: Роланд Эммерих; сценарий: Дин Девлин, Роланд Эммерих (номинация)

Премия «Грэмми» 1997
- Лучшая инструментальная композиция написанная для кинофильма или телевидения — Дэвид Арнольд (награда)

MTV Movie Awards 1997
- Лучший фильм (номинация)
- Лучшая мужская роль — Уилл Смит (номинация)
- Лучший прорыв года — Вивика А. Фокс (номинация)
- Лучший поцелуй — Уилл Смит и Вивика А. Фокс (награда)
- Самый зрелищный эпизод — инопланетяне взрывают Нью-Йорк, Лос-Анджелес и Вашингтон (номинация)

Премия «Спутник» 1997
- Лучший монтаж — Дэвид Бреннер (номинация)
- Лучшие визуальные эффекты — Фолькер Энгель, Дуглас Смит (номинация)

«Золотая малина» (антипремия) 1997
- Худший сценарий фильма, с кассовыми сборами более 100 млн $ — Дин Девлин, Роланд Эммерих (номинация)

## Продолжения
В 2004 году Эммерих писал, что отказывается от работы над продолжением фильма, так как размышление о возможном развитии событий завело его в тупик.
Позже появилась информация, что Эммерих запланировал снять два сиквела фильма «День независимости» — «День независимости 2» и «День независимости 3». Первоначально Уилл Смит дал согласие на съёмки в обоих продолжениях, что было непреложным условием Эммериха. Фильмы должны были сниматься параллельно. 8 февраля 2014 года стало известно, что Смит отказался от участия в сиквеле. «День независимости: Возрождение» вышел в прокат в июне 2016 года.